# Oststaat-Plan
Het Oststaat-Plan werd na de Eerste Wereldoorlog ontwikkeld door Adolf von Batocki om de Duitse soevereiniteit over de oostelijke provincies van Pruisen veilig te stellen, ondanks de Poolse territoriale eisen na de onafhankelijkheid van Polen in 1918. Dit faalde vanwege het verzet van de Rijksregering.

## Achtergrond
Na het verlies van de Eerste Wereldoorlog werd in oktober 1918 bekend dat Poolse politici (zoals Roman Dmowski) van plan waren in het vredesverdrag de overdracht van grote gebieden te eisen. Toen eind december 1918 de Groot-Polenopstand uitbrak en Poolse eenheden Posen bezetten, had de Duitse regering, die sinds de novemberrevolutie was gedestabiliseerd, hier niets tegen in te brengen.
In december 1918 presenteerde de Oberpräsident van Oost-Pruisen, Batocki, het Oststaat-plan: Oost-Pruisen, West-Pruisen en het Netzedistrict zouden worden samengevoegd tot een Duitse bondsstaat en zouden zich tijdelijk afscheiden van het Duitse Rijk om onafhankelijk van de diplomatieke verplichtingen en belangen van het Duitse Rijk met Polen om te kunnen gaan. Posen en Silezië zouden zich hierbij aansluiten.
De Oberpräsident werd vooral gesteund door Rudolf Nadolny, de secretaris van Reichspräsident Friedrich Ebert, en door August Winnig.
Winnig was sinds november 1918 algemeen vertegenwoordiger voor de bezette Baltische landen en overwoog een eventuele oprichting van een Baltische staat bestaande uit Lijfland, Koerland, Litouwen, Oost-Pruisen en West-Pruisen, die gevormd zou worden naar Duits voorbeeld. Het plan was gebaseerd op eerdere overwegingen voor een Verenigd Baltisch Hertogdom onder Adolf Friedrich zu Mecklenburg. In de hectische maanden van januari 1919 tot de aanvaarding van het Verdrag van Versailles was de belangrijkste vraag of een eventuele oostelijke staat zonder hulp van het Duitse Rijk een Poolse invasie kon afweren.
Vanuit de civiele hoek werd Batocki gesteund door de Oberpräsident van West-Pruisen Schnackenburg, de Regierungspräsidenten Matthias von Oppen (Allenstein) en Friedrich von Bülow (Bromberg), de burgemeester van Danzig, Heinrich Sahm, de burgemeester van Koningsbergen, Carl Friedrich Goerdeler en Georg Cleinow, een leidend figuur binnen de Volksräte, die in de provincie Posen werden gevormd om Poolse opstandelingen te bestrijden.
Vanuit militaire hoek waren de commandanten van de reguliere troepen die in de Ostmark waren gestationeerd klaar om te vechten. Ze stonden onder het opperbevel van generaal Otto von Below, de bevelvoerende generaal van het XVII. Legerkorps in Danzig. Er werden talloze onderhandelingen gevoerd met de autoriteiten van het Duitse Rijk en Pruisen, met de Oberste Heeresleitung in Kolberg (generaal Wilhelm Groener), en de minister van Oorlog Walther Reinhardt en hun staf. Toen de troepen, inclusief de lokale volksmilitie, uiteindelijk 280.000 man sterk was, wilde de Rijksregering, die in deze onzekere tijden terughoudend was, een referendum. Sommige parlementariërs uit het Oosten wezen dit af; het zou te vroeg worden gepland en daarom niet zinvol zijn.

## Afwijzing
Onduidelijk, maar cruciaal was hoe de Rijksregering de dreiging uit de Ostmark waarnam. Daarom vertrok Batocki op 20 juni 1919 naar Weimar, waar hij werd ontvangen door Matthias Erzberger. Elke steun aan de Oststaat-beweging werd afgewezen.
Met dit besluit, die ook door Reichspräsident Hindenburg werd gesteund, verscheen Batocki in Danzig voor tachtig leidende mannen van de beweging, die aan het wachtten waren op het signaal om aan te vallen: “Er zal niet gevochten worden.” Volgens Carl Friedrich Goerdeler, een getuige op de bijeenkomst, had “de eenvoudige en bescheiden man [Batocki] het respect gewonnen van de mannen die verschillende meningen over de kwestie hadden en bleven houden.”
Niet ontmoedigd door deze mislukking, probeerde Batocki, in de geest van Hugo Preuss en Bill Drews, het provinciale zelfbestuur met de Oberpräsidenten en gemeenschappelijke districtsraden te versterken. De gouverneurs moesten worden afgezet. Hij stuitte echter op verzet van de sociaaldemocratische premier Otto Braun en in Berlijnse ministeries, die vreesden voor hun invloed. In juni 1920 werd in Berlijn onder leiding van de burgemeester van Osteroder, Christian Herbst, een "Oost-Pruisisch bureau" opgericht, dat door de Pruisische deelstaatregering werd onderhouden. Dit kantoor stelde de Oost-Pruisische Oberpräsidenten in staat alle beslissingen te beïnvloeden die van invloed waren op de samenwerking tussen Koningsbergen en Berlijn. Deze vertegenwoordiging werd in 1930 opgeheven en haar taken werden grotendeels vervangen door het Reichskommissariaat voor Oosthulp.